# Кучмівка
Кучмі́вка — пасажирський залізничний зупинний пункт Лиманської дирекції Донецької залізниці.
Розташований поблизу села Олександропілля, Сіверськодонецький район, Луганської області на лінії Сватове — Попасна між станціями Попасна II (3 км) та Комишуваха (3 км).
Не зважаючи на військову агресію Росії на сході Україні, транспортне сполучення не припинене, щодоби сім пар приміських поїздів здійснюють перевезення за маршрутом Сватове — Попасна, проте вони зупиняються тільки по станціях.